# Кро-Маньйон

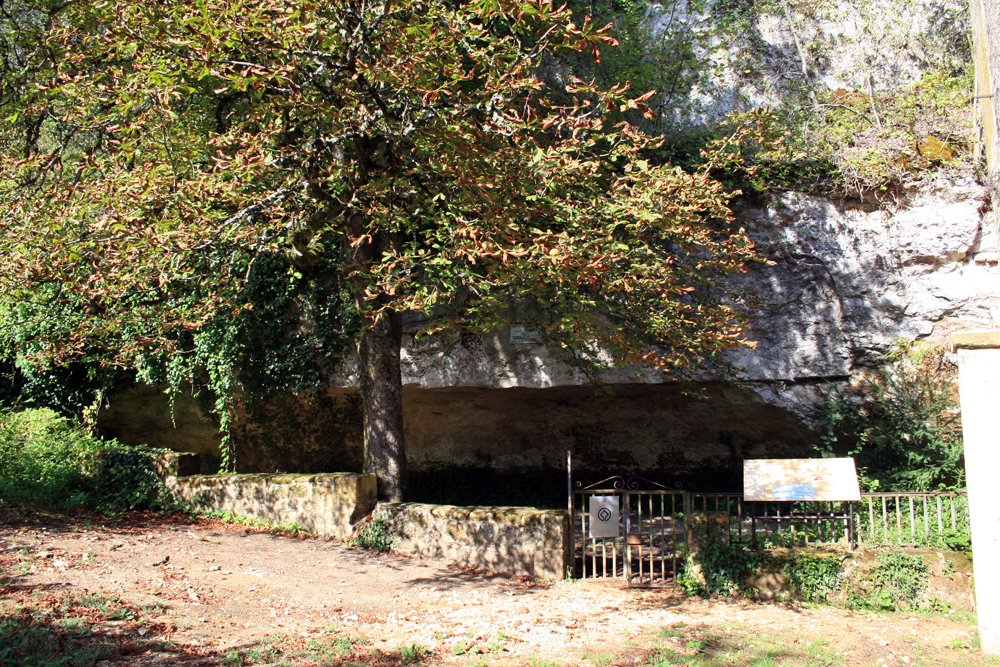
Печера Кро-Маньйон

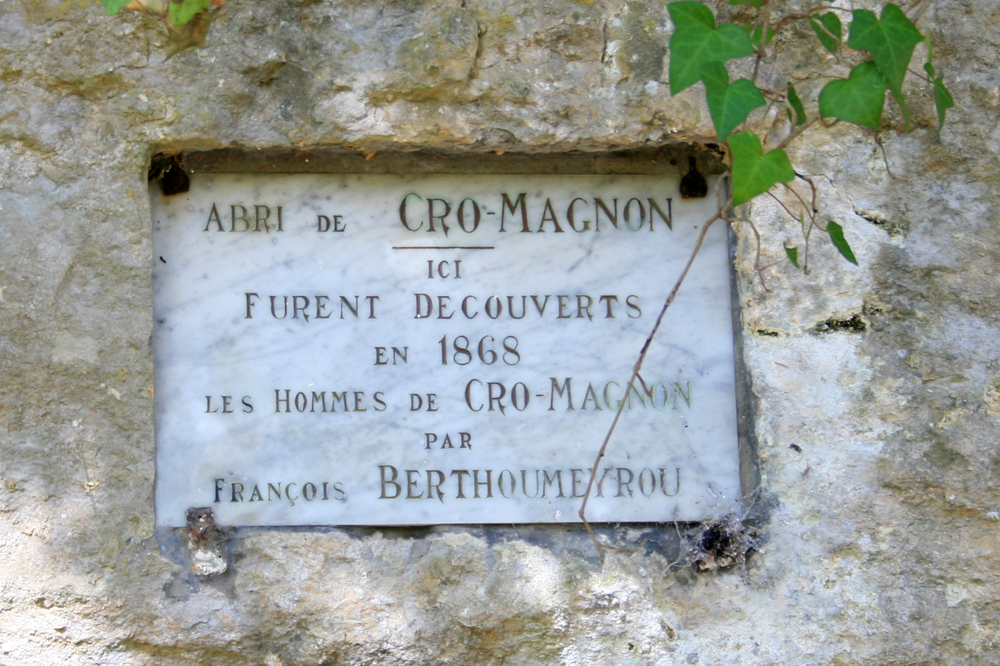
Пам'ятна дошка на місці розкопок

Кро-Маньйо́н (фр. Cro-Magnon) — печера в департаменті Дордонь на південному заході Франції, відома своїми залишками доісторичної людини, знайденими тут 1868 року французьким палеонтологом Луї Ларте. Печера дала назву всім людям епохи верхнього палеоліту — кроманьйонці.

## Історія
При будівництві залізниці у 1868 році у вапняковій скелі було віднайдено печеру. Подальше її дослідження виявило в ній чотири скелети дорослих людей та один дитячий, а також залишки у вигляді кісток. Вигляд та розміщення прикрас, зокрема перлин та зубів тварин у кулонах та намистах, навів дослідників на думку, що людей було спеціально поховано в печері в одному захороненні.
Один зі скелетів належав дорослому чоловіку, вивчення черепних швів якого показало, що на момент смерті він був середнього віку (молодший за п'ятдесят років). Кістки його обличчя були з помітними ямками, викликаними грибковим зараженням. Череп був цілим, за винятком зубів, які згодом були відновлені. Вигляд черепа мав ознаки, характерні сучасній людині — заокруглений черепний звід з майже вертикальним лобом, відсутність прогнутої вперед щелепи.
Аналіз патологій скелетів показав, що життя тодішніх людей було фізично важким. Окрім вищезгаданої інфекції, деякі з віднайдених решток людей мали зрощені хребці, що вказує на фізичну травму, а доросла жінка жила певний час із тріщиною в черепі. Сам факт виживання людей з такими травмами може свідчити про взаємну підтримку в доісторичній спільноті, що й дозволяло їм виживати.
Віднайдені знаряддя праці та фрагменти залишків тварин дозволяють визначити час захоронення як пізній плейстоцен, 30-32 тисячі років тому.